# Rodrigo Viera
Rodrigo Nicolás Viera Céspedes (Montevideo, 30 novembre 1996) è un calciatore uruguaiano, centrocampista dell'Atenas.

## Carriera
Ha giocato nel campionato uruguaiano.